# Neopanorpa hunanensis
Neopanorpa hunanensis är en näbbsländeart som beskrevs av Hua 2002. Neopanorpa hunanensis ingår i släktet Neopanorpa och familjen skorpionsländor. Inga underarter finns listade i Catalogue of Life.